# 別列佐盧基
50°54′10″N 25°3′2″E / 50.90278°N 25.05056°E
別列佐盧基（烏克蘭語：Березолуки），是烏克蘭的村落，位於該國西部沃倫州，由盧茨克區負責管轄，始建於1570年，面積0.08平方公里，海拔高度194米，2001年人口390，人口密度每平方公里4,875人。